# Seeds of Love
『Seeds of Love』（シーズ・オブ・ラブ）は、KATSUMIの9枚目のオリジナル・アルバム。

## 解説
前作『DEVOTION』から11年ぶりにリリースされたオリジナル・アルバム。
朋友・崎谷健次郎が楽曲提供している。
本作は2曲がタイアップ楽曲となっている。

## 収録曲
特記以外　作詞・作曲・編曲：KATSUMI
1. 願い
編曲：塩入俊哉・KATSUMI
映画『破天荒力 A Miracle of Hakone』主題歌
2. 恋心
編曲：塩入俊哉・KATSUMI
3. 陽だまりの坂道
作曲：崎谷健次郎　編曲：渡辺格
4. 光のエール
編曲：渡辺格
5. Seeds of Love
編曲：塩入俊哉
6. Happy Birthday to You
作詞：KATSUMI・MOYA　作曲：MOYA
7. 夏のゆくえ
編曲：上杉洋史
映画『風ぐるま 〜KAZAGURUMA』主題歌
映画『きつね 〜KAZAGURUMA 2』主題歌
8. 雨はいつも
編曲：上杉洋史
9. 別れの言葉
作曲：石川洋　編曲：石川洋・大竹徹夫・KATSUMI
10. 花をください
編曲：渡辺格・KATSUMI
11. ありがとう。
編曲：渡辺格